# 国民シェンゴ
座標: 北緯9度00分 東経38度42分 / 北緯9度 東経38.7度
国民シェンゴ（こくみんシェンゴ、アムハラ語: ብሔራዊ ሸንጎ、国民議会）とは、1987年から1991年まで存在した、エチオピア人民民主共和国（PDRE）の立法府である。

## 概要
議会は、1987年2月22日にエチオピアをエチオピア労働者党（WPE）の指導の下、一党独裁制の社会主義国にする新しい憲法の国民投票の三週間後に設立された。1987年6月30日の総選挙では835人が議会に選出され、内WPEが795議席を獲得し親WPE派の無所属が残りの40議席を獲得した。議会は1987年9月9日に初めて召集され、新しく設立されたPDREにおける国家権力の最高機関となった。
行政権は、議会によって選出された任期5年の大統領と、同じく議会によって任命された内閣に与えられていた。大統領は国の最高行政機関である国家評議会の職権上の議長であった。建前上、国家評議会は国民シェンゴの常設機関として規定された。国会の会期中（実際には1年の大半）、立法府に代わって行動し、会期中に法律の代わりに「特別政令」を発布する権限を与えられていた。政令が次の会期で議会の同意を得られなかった場合、その政令は撤回されたものとみなされた。しかし実際の権力はWPE、特に大統領とWPE書記長の両方を務めたメンギスツ・ハイレ・マリアムにあった。
建前上、国民シェンゴには大きな法律制定権と監督権が与えられていた。議会は「あらゆる国家の問題」に関して行動する権利を持ち、すべての国家公務員は名目上は議会に従属した。議員は、大衆組織や国家機関に質問する権利を持ち、それに対して組織は返答を求められた。実際には、他の共産主義国の議会と同様、民主集中制によって議会は、メンギスツとWPEが下した決定を追認する役割しか持たなかった。
例えば、メンギスツは閣僚、最高裁判事、幹部の候補者候補を議会の承認を得るために議会に提出する必要があったが、この承認はほとんどの場合形式的なものであった。さらに、評議会の「特別政令」に対する議会の名目上の拒否権はほとんど行使されず、これらの政令は事実上強制であった。

## 廃止
1991年5月、エチオピア人民革命民主戦線（EPRDF）がアディスアベバに迫る中、メンギスツは亡命した。メンギスツ主導の政府は、EPRDFが首都を掌握するまでの1週間までしか維持できなかった。EPRDFは即時に労働党と議会を解散させた。6月、エチオピア暫定政府が発足した。